# جورج میخائیلوویچ، کنت براسوف
جورج میخایلوویچ، کنت براشوف (روسی: Георгий Михайлович, граф Брасов 6 August [سبک قدیمی: 24 July] ۱۹۱۰ - ۲۱ ژوئیه ۱۹۳۱) یک نجیب‌زاده روس و از نوادگان خاندان رومانوف از طریق یک خط مورگاناتیک بود.

## اوایل زندگی

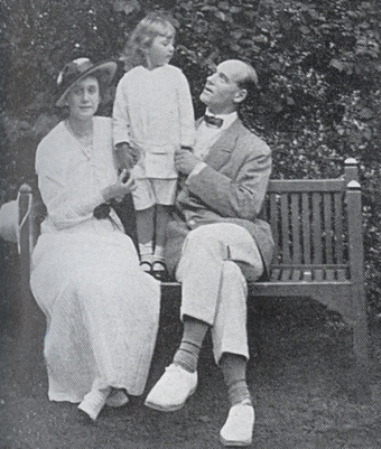
جورج به همراه پدر و مادرش

جورج در آپارتمان مادرش در مسکو در جاده پترزبورگ، نزدیک پارک پتروسکی متولد شد. والدین او دوک بزرگ میخائیل الکساندروویچ روسیه و معشوقه‌اش، ناتالیا سرگیونا وولفرت بودند. دوک بزرگ میخائیل کوچک‌ترین پسر امپراتور الکساندر سوم روسیه و امپراتریس ماری (که قبلاً پرنسس داگمار دانمارک بود) و برادر امپراتور نیکلاس دوم بود.
در زمان تولد جورج، ناتالیا هنوز به‌طور قانونی همسر دوم خود، افسر ارتش ولادیمیر ولادیمیروویچ وولفرت، بود. وولفرت و گراندوک میخائیل در یک هنگ، هنگ زره‌پوش محافظ ملکه دواگر، معروف به زره‌پوش‌های آبی، مستقر در گاتچینا در نزدیکی سنت پترزبورگ خدمت می‌کردند. پس از رسوایی ناشی از رابطه مایکل با همسر وولفرت، وولفرت به مسکو منتقل شد و میخائیل به هوسارهای چرنیگوف در اورل منتقل شد. مایکل و ناتالیا از اینکه شوهرش سعی کند حق حضانت جورج را به دست آورد، بیم داشتند و مراحل طلاق را آغاز کرده بودند، اما طلاق تنها پس از تولد جورج نهایی شد. گفته می‌شود که وولفرت با رشوه‌ای به مبلغ ۲۰۰۰۰۰ روبل خریداری شده است، و تاریخ طلاق وولفرت‌ها به عقب برگشته است، به طوری که جورج به عنوان پسر نامشروع ناتالیا شناخته می‌شود، هرچند که جایگاه اشرافی او را به ارث می‌برد، نه فرزند مشروع وولفرت.
جورج در ۲۲ سپتامبر ۱۹۱۰ در کلیسای سنت باسیل قیصریه در مسکو، توسط پدر پیتر پوسپلوف غسل تعمید داده شد و به نام عموی مرحومش، گراند دوک جورج الکساندروویچ روسیه، که در سال ۱۸۹۹ درگذشته بود، نامگذاری شد. پدرخوانده و مادرخوانده‌های او الکسی ماتویف و مارگارت آباکانوویچ بودند. ماتویف شوهر عمه مادری جورج، اولگا، بود و آباکانوویچ دوست خانوادگی بود که با آجودان میخائیل ازدواج کرده بود. آباکانوویچ غایب بود و خواهر ناتنی جورج، ناتالیا سرگیونا مامونتووا، دختر ناتالیا از ازدواج اولش، وکالت او را بر عهده داشت. در ۱۳ نوامبر ۱۹۱۰، امپراتور نیکلاس دوم فرمان داد که پسر با نام جورج میخائیلوویچ براسوو شناخته شود و نام خانوادگی او از یکی از املاک میخائیل: براسوو در نزدیکی اورل گرفته شده است.
دوک بزرگ میخائیل پس از برادرزاده‌اش، تزارویچ الکسی، دومین نفر در خط جانشینی امپراتوری بود، اما الکسی از هموفیلی رنج می‌برد و بیم آن می‌رفت که به اندازه کافی زنده نماند تا وارث تاج و تخت شود. طبق قانون خانه روسیه، میخائیل، به عنوان عضوی از خانواده امپراتوری، نمی‌توانست بدون رضایت پادشاه حاکم، نیکلاس دوم، ازدواج کند. با این حال، نیکلاس به میخائیل اجازه ازدواج با ناتالیا را نداد، زیرا ناتالیا دو بار مطلقه شده بود و از خانواده سلطنتی نبود. در سال ۱۹۱۲، الکسی در حالی که خانواده در اسپالا، لهستان بودند، دچار خونریزی تهدیدکننده زندگی در ران و کشاله ران شد. میخائیل می‌ترسید که الکسی زنده نماند، که این امر او را وارث و احتمال ازدواجش با ناتالیا را حتی بعیدتر می‌کرد. در نتیجه، میخائیل تصمیم گرفت به هر حال با ناتالیا ازدواج کند. آنها در ۱۶ اکتبر ۱۹۱۲ در یک کلیسای ارتدکس صربی در وین ازدواج کردند. چند روز بعد، جورج، والدین تازه ازدواج کرده‌اش و دختر ناتالیا از ازدواج اولش در کن با هم آشنا شدند. از آنجا، میخائیل به مادر و برادرش نامه نوشت تا آنها را از ازدواج مطلع کند. خانواده امپراتوری شوکه شدند و این را خیانت به وظیفه دانستند، به خصوص که این کار در حالی انجام شد که تزارویچ در آستانه مرگ بود. میخائیل و خانواده‌اش از روسیه تبعید شدند. آنها قبل از اقامت در انگلستان در سپتامبر ۱۹۱۳، در هتل‌های بزرگ کن، پاریس، چکسبرس، باد کیسینگن و لندن اقامت داشتند

## دوران کودکی

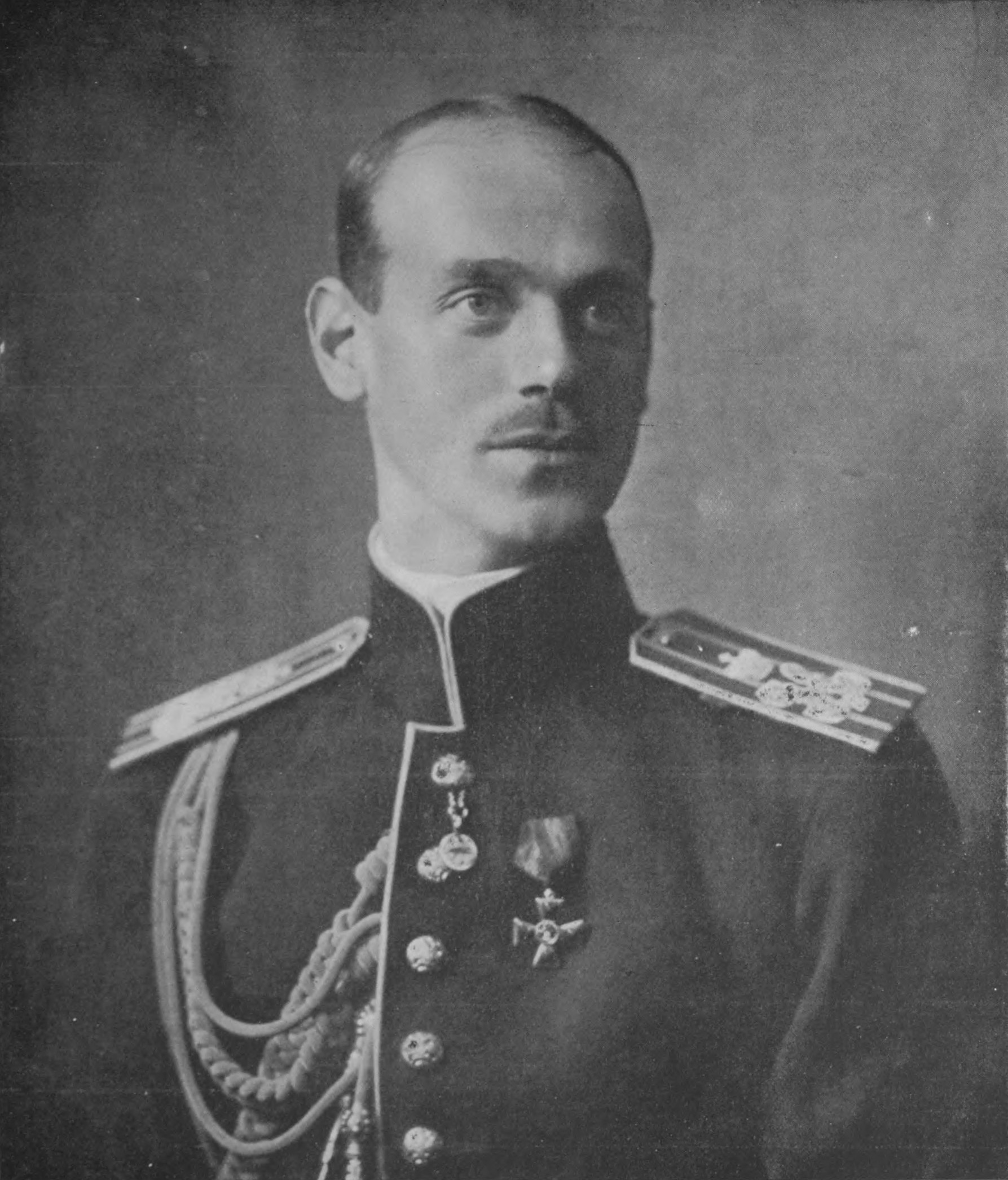
پدر جورج، گراند دوک مایکل

در پاییز ۱۹۱۴، در آغاز جنگ جهانی اول، گراند دوک میخائیل درخواست اجازه بازگشت به روسیه برای پیوستن به ارتش را کرد که در جبهه شرقی می‌جنگید. نیکلاس دوم درخواست او را پذیرفت و جورج و خانواده‌اش برای زندگی در ویلایی در خیابان نیکولاوسکایا، شماره ۲۴، گاتچینا که مایکل برای ناتالیا خریده بود، بازگشتند. (ناتالیا اجازه زندگی در هیچ‌یک از کاخ‌های امپراتوری را نداشت) معلم خصوصی انگلیسی جورج، خانم راتا، پس از ازدواج با داماد ارشد مایکل، آقای بنت، آنها را به روسیه همراهی کرد. مایکل ژنرال شد و به خاطر عملیات در کوه‌های کارپات، صلیب سنت جورج، بالاترین نشان نظامی، را دریافت کرد.
مایکل به نیکلاس نامه نوشت و از او خواست که جورج را به عنوان وارث قانونی معرفی کند، به این ترتیب که به گفتهٔ او، در صورت مرگ مایکل در جبهه، از این پسر مراقبت شود. شش ماه بعد، نیکلاس با صدور فرمانی جورج را به عنوان وارث قانونی معرفی کرد و او را به مقام کنت رساند. با این حال، جورج و نوادگانش از ترتیب جانشینی مستثنی شدند.
تا سال ۱۹۱۵، خانم بنت باردار بود، بنابراین خدمت در خانواده را ترک کرد و دوست و همکار انگلیسی‌اش، مارگارت نیم، جایگزین او شد. پدر جورج تا سپتامبر ۱۹۱۶ در جبهه ماند، اما از ماه اکتبر به دلیل زخم معده از کار افتاد و خانواده زمستان را در کریمه گذراندند تا مایکل بهبود یابد و سپس کریسمس را در براسوو گذراندند. با این حال، تعطیلات کریسمس کوتاه شد، زیرا فرزند یکی از مهمانان به دیفتری مبتلا شد و درگذشت. خانواده که در معرض خطر عفونت بودند، ملک را با سورتمه‌سواری در برف تخلیه کردند. این آخرین باری بود که هر یک از آنها براسوو را می‌دیدند.